# Европско првенство у атлетици у дворани 2011 — штафета 4 × 400 метара за жене
Такмичење у дисциплини штафета 4 х 400 метара у женској конкуренцији на Европском првенству у атлетици 2011. у Паризу одржано је 6. марта. Одржана је само финална трка. Учествовале су 24 такмичарке из 6 земаља.

## Сатница
| Датум   | Време |        |
| ------- | ----- | ------ |
| 6. март | 17:15 | Финале |

## Земље учеснице
| - Француска (4) - Италија (4) - Немачка (4) | - Русија (4) - Украјина (4) - Уједињено Краљевство (4) |

## Рекорди пре почетка Европског првенства 2011.
| Светски рекорд                           | Русија             | 3:23,37 | Глазгов, Уједињено Краљевство   | 28. јануар 2006 |
| Европски рекорд                          | Русија             | 3:23,37 | Глазгов, Уједињено Краљевство   | 28. јануар 2006 |
| Рекорди европских првенстава             | Белорусија         | 3:27,83 | Бирмингам, Уједињено Краљевство | 4. март 2007    |
| Најбољи светски резултат сеоне у дворани | Тексас Универзитет | 3:30,70 | Њујорк, САД                     | 5. фебруар 2011 |

## Освајачи медаља
|        |                      |           |
| Русија | Уједињено Краљевство | Француска |

|  |  |

Оборена су два национална рекорда (Француска и Италија.

## Резултати

### Финале
| Пласман | Стаза | Држава               | Атлетичарке                                                     | Старт | Време   | Белешка |
| ------- | ----- | -------------------- | --------------------------------------------------------------- | ----- | ------- | ------- |
|         | 5     | Русија               | Ксенија Задорина Ксенија Вдовина Јелена Мигунова Олесја Форшева | 0,244 | 3:29,34 | СРС     |
|         | 4     | Уједињено Краљевство | Kelly Sotherton Ли Маконел Мерлин Окоро Jenny Meadows           | 0,189 | 3:31,36 |         |
|         | 3     | Француска            | Мирјел Ертис-Уери Летисја Дени Мари Гајо Флорија Геј            | 0,197 | 3:32,16 | НР      |
| 4       | 2     | Италија              | Giulia Arcioni Maria Enrica Spacca Chiara Bazzoni Марта Милани  | 0,170 | 3:33,70 | НР      |
| 5       | 6     | Немачка              | Клаудија Хофман Larissa Kettenis Випке Улман Јанин Линденберг   | 0,208 | 3:33,80 |         |
| 6       | 1     | Украјина             | Хана Титимец Наталија Лупу Дарина Приступа Антонина Јефремова   | 0,253 | 3:34,08 |         |